# Торговец силой (Marvel Comics)
Торговец силой (англ. Power Broker) — имя нескольких персонажей Marvel Comics. Первым был Кёртисс Джексон (англ. Curtiss Jackson), который дебютировал в Machine Man #6 (сентябрь 1978); его создали Роджер Стерн и Сэл Бьюсема.
Второй Торговец силой появился в Avengers: The Initiative Annual #1 (январь 2008). Его настоящее имя неизвестно. Персонажа создали Дэн Слотт и Христос Гейдж.
В Кинематографической вселенной Marvel (КВМ) Торговцем силой стала Шэрон Картер, что было показано в сериале «Сокол и Зимний солдат», который вышел на Disney+ в 2021 году.